# Prince Albert Raiders
Die Prince Albert Raiders sind ein Junioren-Eishockeyteam aus Prince Albert, einer Stadt in der kanadischen Provinz Saskatchewan. Sie spielen in einer der drei höchsten kanadischen Junioren-Eishockeyligen, der Western Hockey League.

## Geschichte

### Die Anfänge (1972 bis 1982)
1972 wurden die Prince Albert Raiders gegründet und spielten zunächst in der Saskatchewan Junior Hockey League, einer zweitklassigen Juniorenliga, wo sie schnell zu einer der erfolgreichsten Juniorenmannschaften im kanadischen Kategorie-II-Junioren-Eishockey avancierten. In ihrer zehnjährigen Ligazugehörigkeit gewannen sie achtmal die Meisterschaft. In den Jahren 1976 bis 1982 gewannen sie ununterbrochen den Anavet Cup, eine Trophäe die der Sieger einer Best-of-Seven-Serie zwischen den Meistern der Manitoba Junior Hockey League und der Saskatchewan Junior Hockey League erhält. Außerdem gewannen sie in diesem Zeitraum viermal den Centennial Cup für den nationalen CJHL-Meister. Aufgrund dieser Erfolge wechselte das Team im Zuge einer Ligaerweiterung zur Saison 1982/83 in die Western Hockey League.

### Western Hockey League
Seit der Saison 1983/84 spielen die Raiders ununterbrochen in der WHL. In ihrem ersten Jahr der Ligazugehörigkeit verpasste das Team noch die Play-offs und in der zweiten Saison schieden sie in der ersten Runde aus. Aber bereits in ihrem dritten Jahr in der WHL gewann das Team mit 58 Siegen, elf Niederlagen und drei Unentschieden, den President’s Cup, wie der heutige Ed Chynoweth Cup um die WHL-Meisterschaft damals noch hieß. Im Anschluss daran spielte die Mannschaft gegen die Gewinner der Ontario Hockey League und der Ligue de hockey junior majeur du Québec um den Memorial Cup, die wichtigste Trophäe im kanadischen Junioren-Eishockey. Sie setzten sich gegen die Sault Ste. Marie Greyhounds, Verdun Junior Canadiens und die Shawinigan Cataractes durch und gewannen auch den Memorial Cup, was zugleich der bis heute größte Erfolg der Franchisegeschichte darstellt. Seit 1985 spielten einige spätere NHL-Spieler in den Reihen der Raiders, die aber dennoch keine weitere WHL-Meisterschaft mehr gewinnen konnten. Nach dem Titelgewinn standen die Raiders als Sieger der Eastern Conference noch zweimal im WHL-Finale, wo sie allerdings in der Saison 1991/92 gegen die Saskatoon Blades und in der Saison 1998/99 gegen die Calgary Hitmen unterlagen.

## Bekannte Spieler in der National Hockey League

### SJHL Raiders
- Gary Emmons
- Brad McCrimmon
- Dave Michayluk
- Greg Paslawski
- Darcy Regier
- Dave Tippett

### WHL Raiders
- Mark Ardelan
- Ken Baumgartner
- Jared Bednar
- James Bettauer
- Maximilian Brandl
- Curtis Brown
- Ryan Button
- Frédéric Chabot
- Kyle Chipchura
- Byron Dafoe
- Leon Draisaitl
- Todd Fedoruk
- Joaquin Gage
- Reid Gardiner
- Noah Gregor
- Brendan Guhle
- Scott Hartnell
- Shane Hnidy
- Dan Hodgson
- Steve Kelly
- Dean Kolstad
- Dean McAmmond
- Mike Modano
- Josh Morrissey
- Denis Pederson
- Chris Phillips
- Rich Pilon
- Nick Schultz
- Cam Severson
- Kevin Todd
- Darren Van Impe
- Emanuel Viveiros
- Wes Walz
- Shane Willis